# Sørlandets kunstmuseum

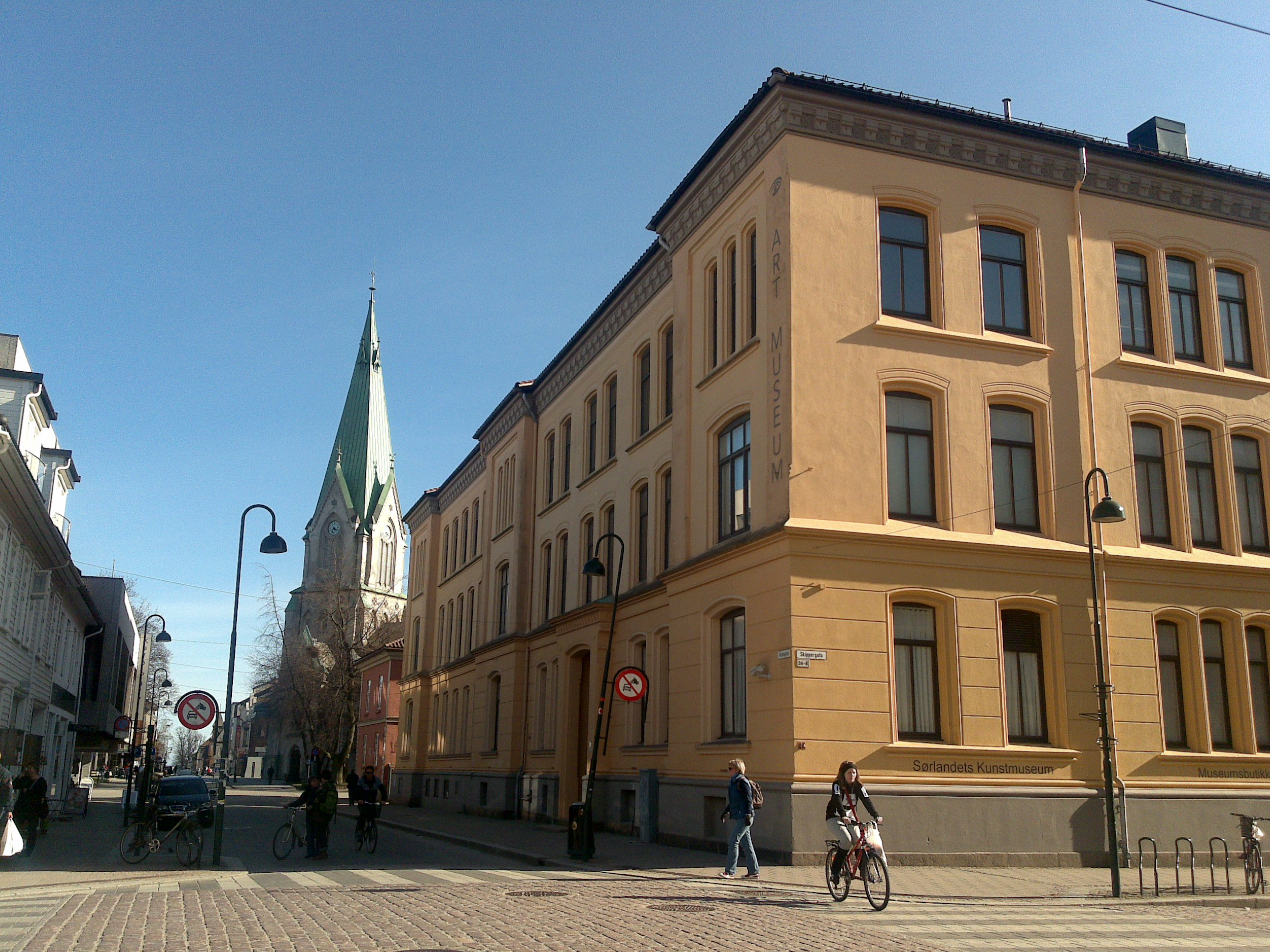
Sørlandets kunstmuseum

Sørlandets kunstmuseum var ett norskt stiftelseägt konst- och konsthantverksmuseum i Kristiansand.
Sørlandets kunstmuseum låg i lokaler som fram till 1970 inrymde  Kristiansand katedralskole. Museet ägdes av en stiftelse, vilken inrättades 1995 av landstingen i Aust-Agder och Vest-Agder, Kristiansands kommun och Christiansands billedgalleri.
Museet ersattes 2024 av Kunstsilo.